# Высшая лига КВН 1999
Сезон Высшей лиги КВН 1999 года — 13-й сезон с возрождения телевизионного КВН в 1986 году. Сезон был посвящён космосу и получил название «Полёт на Планету КВН».
В этом сезоне впервые была использована схема с 3 играми 1/8-й финала, 2 четвертьфиналами, 2 полуфиналами и финалом. По этой схеме игрались все сезоны до расширения Высшей лиги до 20 команд в 2011 году.
Как и в двух предыдущих сезонах, в этом было много дебютантов. На этот раз только у трёх команд уже был опыт игры в Высшей лиге — «Харьковские менты», «Ковбои политеха» и «Новые армяне». Также опытной можно назвать и Сборную Крыма, в составе которой играли участники команды СГУ. Возвращение в сезон «Новых армян» было первым возвращением чемпионов с 1994 года, когда в сезон вступила команда ЕрМИ. Опытные команды «Харьковские менты», «Ковбои политеха» и Сборная Крыма не смогли пройти 1/8-ю финала. С другой стороны, удивили «Кубанские казаки», дошедшие до полуфинала, и молодое поколение БГУ, ставшие чемпионами этого сезона, обыграв в финале «Новых армян» и молодую команду из Санкт-Петербурга. То, чего не удалось первому составу БГУ после четырёх попыток, второй состав смог достичь уже в своём первом сезоне в Высшей лиге.

## Состав
В сезон Высшей Лиги 1999 были приглашены двенадцать команд:
1. «Динамо» Тбилиси (Тбилиси)
2. Сборная Одессы (Одесса)
3. Асса (Махачкала)
4. Кубанские казаки (Краснодар) — полуфиналисты Интерлиги
5. Утомлённые солнцем (Сочи) — финалисты лиги «Старт»
6. Сборная Санкт-Петербурга (Санкт-Петербург) — полуфиналисты Первой лиги
7. Сборная Донецка (Донецк) — финалисты Первой лиги, вице-чемпионы Интерлиги
8. БГУ (Минск) — чемпионы Первой лиги, новое поколение команды БГУ
9. Сборная Крыма (Симферополь)
10. Ковбои политеха (Киев) — третий сезон в Высшей лиге
11. Харьковские менты (Харьков) — третий сезон в Высшей лиге
12. Новые армяне (Ереван) — третий сезон в Высшей лиге

Чемпионом сезона стала команда КВН БГУ.

## Игры

### ⅛ финала
Первая ⅛ финала
- Дата игры: 20 марта
- Тема игры: Рождение сверхновой
- Команды: Сборная Донецка (Донецк), Утомлённые солнцем (Сочи), Харьковские менты (Харьков), Новые армяне (Ереван)
- Жюри: Андрей Макаров, Валдис Пельш, Сергей Шолохов, Константин Эрнст, Иван Демидов, Юлий Гусман
- Конкурсы: Приветствие («Ты помнишь, как всё начиналось?»), Разминка («Пространство и время»), СТЭМ («Внеземные цивилизации»), Музыкальный конкурс («Звёздный дождь»)

| Команда            | Приветствие | Разминка | общий | СТЭМ | общий | Муз. конкурс | Итого |
| ------------------ | ----------- | -------- | ----- | ---- | ----- | ------------ | ----- |
| Новые армяне       | 5           | 5        | 10    | 5    | 15    | 5            | 20    |
| Харьковские менты  | 4,3         | 3,8      | 8,1   | 4    | 12,1  | 4            | 16,1  |
| Утомлённые солнцем | 4,5         | 3,1      | 7,6   | 4    | 11,6  | 5            | 16,6  |
| Сборная Донецка    | 4,1         | 3,3      | 7,4   | 3,3  | 10,7  | 4,1          | 14,8  |

Результат игры:
1. Новые армяне
2. Утомлённые солнцем
3. Харьковские менты
4. Сборная Донецка

- На этой игре за Сборную Донецка играл Александр Ревва, в сезоне 2000 он уже будет играть за своих соперников по этой игре, «Утомлённых солнцем».
- На этой игре «Новые армяне» показали СТЭМ о полёте армянского космонавта на луну.
- В музыкальном конкурсе «Новых армян» Гарик Мартиросян выступил в образе барда Владимира Бенедиктовича Ижа.
- «Утомлённые солнцем» в рамках музыкального конкурса показали шоу «Пятый элемент», в котором Михаил Галустян изображал персонажа Криса Такера, Руби Рода.
- На этой 1/8-й финала максимальная оценка за СТЭМ была 5, в следующих играх — 4.

Вторая ⅛ финала
- Дата игры: 10 апреля
- Тема игры: Через тернии к звёздам
- Команды: БГУ (Минск), «Динамо» Тбилиси (Тбилиси), Кубанские казаки (Краснодар), Ковбои политеха (Киев)
- Жюри: Сергей Шолохов, Леонид Якубович, Константин Эрнст, Иван Демидов, Игорь Угольников
- Конкурсы: Приветствие («Со скоростью смеха»), Разминка («Звёзды говорят»), СТЭМ («Отроки во вселенной»), Музыкальный конкурс («Есть ли жизнь на Марсе?»)

| Команда          | Приветствие | Разминка | общий | СТЭМ | общий | Муз. конкурс | Итого |
| ---------------- | ----------- | -------- | ----- | ---- | ----- | ------------ | ----- |
| Ковбои политеха  | 3,8         | 3,4      | 7,2   | 3    | 10,2  | 4,2          | 14,4  |
| «Динамо» Тбилиси | 4,4         | 4        | 8,4   | 2,6  | 11    | 3,8          | 14,8  |
| БГУ              | 5           | 5,2      | 10,2  | 4    | 14,2  | 5            | 19,2  |
| Кубанские казаки | 4,4         | 5,4      | 9,8   | 4    | 13,8  | 4,8          | 18,6  |

Результат игры:
1. БГУ
2. Кубанские казаки
3. «Динамо» Тбилиси
4. Ковбои политеха

- Участники этой игры представляли четыре государства: Россия, Беларусь, Украина и Грузия.
- На этой игре БГУ показали музыкальный конкурс про съёмки фантастического фильма.
- В музыкальном конкурсе «Кубанских казаков» прозвучала «Песня про кредиты», посвящённая переговорам между МВФ и Россией.
- На этой игре Наталья Джунь из команды «Ковбои политеха» исполнила «Песню Алсу» («В тот день, когда ты мне приснился, я, к сожалению, не спала…»).

Третья ⅛ финала
- Дата игры: 15 мая
- Тема игры: Парад планет
- Команды: Сборная Одессы (Одесса), Асса (Махачкала), Сборная Крыма (Симферополь), Сборная Санкт-Петербурга (Санкт-Петербург)
- Жюри: Леонид Ярмольник, Валдис Пельш, Константин Эрнст, Иван Демидов, Юлий Гусман
- Конкурсы: Приветствие («Выход на орбиту»), Разминка («Параллельные миры»), СТЭМ («И всё-таки она вертится!»), Музыкальный конкурс («Музыкальный зодиак»)

| Команда               | Приветствие | Разминка | общий | СТЭМ | общий | Муз. конкурс | Итого |
| --------------------- | ----------- | -------- | ----- | ---- | ----- | ------------ | ----- |
| Сборная Крыма         | 3,8         | 3,8      | 7,6   | 3,4  | 11    | 3,4          | 14,4  |
| Сборная С.-Петербурга | 5           | 5,4      | 10,4  | 4    | 14,4  | 5            | 19,4  |
| Сборная Одессы        | 3,6         | 3,4      | 7     | 3,2  | 10,2  | 4,4          | 14,6  |
| Асса                  | 4           | 4        | 8     | 2,8  | 10,8  | 3,8          | 14,6  |

Результат игры:
1. Сборная Санкт-Петербурга
2. Асса; Сборная Одессы
3. Сборная Крыма

- На этой игре Сборная Санкт-Петербурга показала СТЭМ «„Колобок“ в постановке Романа Виктюка»[2].
- На этой игре Сборная Крыма показала СТЭМ «Учитель астрономии».
- В СТЭМе Сборной Одессы Эдуард Неделько спародировал Маслякова.
- В составах всех команд играли опытные КВНщики. За Сборную Крыма играли представители команды СГУ, за Сборную Санкт-Петербурга — представители команды СПбУЭиФ, за Сборную Одессы — представители команды «Одесские джентльмены», а за команду «Асса» — представители команды «Махачкалинские бродяги».

Поскольку в четвертьфиналах оказалось семь команд, а не шесть, как планировалось, было решено первый четвертьфинал провести с четырьмя участниками, и по схеме игр 1/8-й финала.

### Четвертьфиналы
Первый четвертьфинал
- Дата игры: 18 июня
- Тема игры: Первый контакт
- Команды: Сборная Одессы (Одесса), Утомлённые солнцем (Сочи), БГУ (Минск), Новые армяне (Ереван)
- Жюри: Сергей Шолохов, Леонид Ярмольник, Константин Эрнст, Иван Демидов, Юлий Гусман
- Конкурсы: Приветствие («Встречают по одёжке»), Разминка («Тайны третьей планеты»), СТЭМ («Есть Контакт!»), Музыкальный конкурс («Я встретил Вас…»)

| Команда            | Приветствие | Разминка | общий | СТЭМ | общий | Муз. конкурс | Итого |
| ------------------ | ----------- | -------- | ----- | ---- | ----- | ------------ | ----- |
| БГУ                | 5           | 4,2      | 9,2   | 3,6  | 12,8  | 4,8          | 17,6  |
| Новые армяне       | 4,8         | 5,2      | 10    | 3,6  | 13,6  | 5            | 18,6  |
| Утомлённые солнцем | 4,6         | 3,8      | 8,4   | 2,6  | 11    | 3,6          | 14,6  |
| Сборная Одессы     | 4,2         | 3,8      | 8     | 2,6  | 10,6  | 3,8          | 14,4  |

Результат игры:
1. Новые армяне
2. БГУ
3. Утомлённые солнцем
4. Сборная Одессы

- На этой игре «Новые армяне» показали пародию на передачу «Музыкальный ринг», в которой прозвучала песня болгарской группы «Сребърена колесница» «В Братиславе дождь».
- БГУ на этой игре показали СТЭМ про иммигранта на крыше дома в Нью-Йорке и музыкальный конкурс про Шерлока Холмса.

Второй четвертьфинал
- Дата игры: 24 июня
- Тема игры: Братья по разуму
- Команды: Кубанские казаки (Краснодар), Асса (Махачкала), Сборная Санкт-Петербурга (Санкт-Петербург)
- Жюри: Андрей Макаревич, Сергей Шолохов, Леонид Ярмольник, Константин Эрнст, Иван Демидов, Юлий Гусман
- Конкурсы: Приветствие («Иду на Вы»), Разминка («Тест на совместимость»), Конкурс одной песни («Давай пожмём друг другу руки»), Домашнее задание («Эта весёлая планета»)

| Команда               | Приветствие | Разминка | общий | КОП | общий | ДЗ  | Итого |
| --------------------- | ----------- | -------- | ----- | --- | ----- | --- | ----- |
| Асса                  | 3,6         | 3,3      | 6,9   | 3,1 | 10    | 4   | 14    |
| Кубанские казаки      | 3,5         | 3,1      | 6,6   | 4   | 10,6  | 4,3 | 14,9  |
| Сборная С.-Петербурга | 4,5         | 4,3      | 8,8   | 5   | 13,8  | 4,8 | 18,6  |

Результат игры:
1. Сборная Санкт-Петербурга
2. Кубанские казаки
3. Асса

- На этой игре Сборная Санкт-Петербурга показала КОП о том, как группа «Битлз» искала себе пятого.
- «Кубанские казаки» на этой игре показали КОП про встречу НЛО в кубанской станице.

### Полуфиналы
Первый полуфинал
- Дата игры: 16 октября
- Тема игры: Научный эксперимент
- Команды: Кубанские казаки (Краснодар), Новые армяне (Ереван)
- Жюри: Леонид Ярмольник, Сергей Шолохов, Константин Эрнст, Леонид Парфёнов, Иван Демидов
- Конкурсы: Приветствие («Бортовой журнал»), Разминка («С научной точки зрения»), Музыкальный конкурс («Музыкальный эксперимент»), Капитанский конкурс («Научное сообщение»), Домашнее задание («Формула успеха»)

| Команда          | Приветствие | Разминка | общий | Муз. конкурс | общий | Капитанский | общий | ДЗ  | Итого |
| ---------------- | ----------- | -------- | ----- | ------------ | ----- | ----------- | ----- | --- | ----- |
| Новые армяне     | 5           | 4        | 9     | 5            | 14    | 3,2         | 17,2  | 6,4 | 23,6  |
| Кубанские казаки | 4           | 3,8      | 7,8   | 4,4          | 12,2  | 3,8         | 16    | 6,2 | 22,2  |

Результат игры:
1. Новые армяне
2. Кубанские казаки

- На этой игре в музыкальном конкурсе «Новые армяне» показали пародию на передачу «Однако» и Михаила Леонтьева. В этом конкурсе Гарик Мартиросян спародировал Владимира Шаинского.
- Капитанский конкурс играли Гарик Мартиросян («Новые армяне») и Елена Степанова («Казаки»). Впервые в КВН капитанский конкурс играла (и выиграла) девушка.
- На этой игре «Новые армяне» показали домашнее задание про армянский театр, в который пришёл новый режиссёр.

Второй полуфинал
- Дата игры: 27 октября
- Тема игры: Профилактика
- Команды: БГУ (Минск), Сборная Санкт-Петербурга (Санкт-Петербург)
- Жюри: Леонид Ярмольник, Сергей Шолохов, Константин Эрнст, Леонид Парфёнов, Иван Демидов
- Конкурсы: Приветствие («Проверка на дорогах»), Разминка («Самое главное»), Музыкальный конкурс («Музыкальная пауза»), Капитанский конкурс («Доложить обстановку!»), Домашнее задание («Разбор полётов»)

| Команда               | Приветствие | Разминка | общий | Муз. конкурс | общий | Капитанский | общий | ДЗ  | Итого |
| --------------------- | ----------- | -------- | ----- | ------------ | ----- | ----------- | ----- | --- | ----- |
| БГУ                   | 5           | 4,6      | 9,6   | 4,6          | 14,2  | 4           | 18,2  | 5,4 | 23,6  |
| Сборная С.-Петербурга | 4,8         | 5,2      | 10    | 4,8          | 14,8  | 3,2         | 18    | 6,4 | 24,4  |

Результат игры:
1. Сборная Санкт-Петербурга
2. БГУ

- На этой игре в музыкальном конкурсе БГУ показали номер «Хор геев сварочного цеха». Также, в этом конкурсе приняла участие Наталья Петренко из первого состава БГУ в своём фирменном образе Аллы Пугачёвой.
- Капитанский конкурс играли Виталий Шляппо (БГУ) и Виктор Васильев (Санкт-Петербург).
- На этой игре БГУ показали домашнее задание «Абстрактное государство».
- На этой игре Сборная Санкт-Петербурга показала музыкальный конкурс про подпольный концерт Боба Марли в СССР и домашнее задание «Золотой громоотвод».

В конце второго полуфинала Александр Васильевич Масляков ввёл Президентское правление и добрал в финал команду КВН БГУ.

### Финал
- Дата игры: 23 декабря
- Тема игры: Новый год на Планете КВН
- Команды: БГУ (Минск), Новые армяне (Ереван), Сборная Санкт-Петербурга (Санкт-Петербург)
- Жюри: Олег Сысуев, Леонид Ярмольник, Сергей Шолохов, Константин Эрнст, Леонид Парфёнов, Иван Демидов, Юлий Гусман
- Конкурсы: Приветствие («Ирония судьбы»), Разминка («Желания»), СТЭМ («33-е декабря»), Капитанский конкурс («Новогодние костюмы»), Музыкальный конкурс («Как прекрасен этот мир»)

| Команда               | Приветствие | Разминка | общий | СТЭМ | общий | Капитанский | общий | Муз. конкурс | Итого |
| --------------------- | ----------- | -------- | ----- | ---- | ----- | ----------- | ----- | ------------ | ----- |
| Новые армяне          | 5           | 4,7      | 9,7   | 3,8  | 13,5  | 3           | 16,5  | 4,8          | 21,3  |
| БГУ                   | 4,7         | 5,5      | 10,2  | 4,8  | 15    | 3           | 18    | 4,7          | 22,7  |
| Сборная С.-Петербурга | 4           | 3,8      | 7,8   | 4,1  | 11,9  | 3,4         | 15,3  | 4            | 19,3  |

Результат игры:
1. БГУ
2. Новые армяне
3. Сборная Санкт-Петербурга

БГУ стали чемпионами Высшей лиги сезона 1999.
- На этой игре БГУ показали СТЭМ про деда, отца и сына на рыбалке, а также музыкальный конкурс о юбилейном концерте группы «Машина времени» (которой в том году исполнилось 30 лет).
- Капитанский конкурс играли Гарик Мартиросян («Новые армяне»), Виталий Шляппо (БГУ) и Дмитрий Хрусталёв (Санкт-Петербург).
- На этой игре присутствовал Владимир Путин. Когда игра вышла в эфир он уже был и. о. Президента России.
- Команда БГУ стала первым чемпионом Первой лиги, выигравшим ещё и Высшую лигу.
- Участник Сборной Санкт-Петербурга Тимофей Куц на этой игре показал пародию на Александра Розенбаума. Ради этого номера он перед конкурсом побрился налысо.

## Члены жюри
В сезоне 1999 игры Высшей лиги КВН судили 12 человек.
8 игр
- Иван Демидов
- Константин Эрнст

7 игр
- Сергей Шолохов

6 игр
- Леонид Ярмольник

5 игр
- Юлий Гусман

3 игры
- Леонид Парфёнов

2 игры
- Валдис Пельш

1 игра
- Андрей Макаревич
- Андрей Макаров
- Олег Сысуев
- Игорь Угольников
- Леонид Якубович

## Видео
- Первая 1/8-я финала
- Вторая 1/8-я финала
- Третья 1/8-я финала
- Первый четвертьфинал
- Второй четвертьфинал
- Первый полуфинал
- Второй полуфинал
- Финал